# 아다치군 (무사시국)

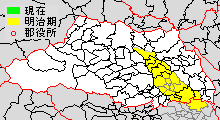
도쿄부·사이타마현 아다치군

아다치군(일본어: 足立郡)은 도쿄부·사이타마현(무사시국)에 있던 군이다.
1878년 군구정촌 편제법이 제정되어 도쿄부 관할은 미나미아다치군, 사이타마현 관할은 기타아다치군이 발족하면서 소멸하였다.

## 군역
현재의 행정 구역 상으로 아래 지역에 해당한다.
도쿄도
- 아다치구 전역
- 기타구 일부
- 이타바시구 일부

사이타마현
- 가와구치시 전역
- 와라비시 전역
- 아게오시 전역
- 오케가와시 전역
- 기타모토시 전역
- 기타아다치군 이나정
- 도다시 일부
- 소카시 일부
- 사이타마시(이와쓰키구 제외)
- 고노스시 일부